# BAFTA 2019
A 72.ª edição dos Prémios da Academia Britânica de Cinema, mais conhecida como BAFTA 2019, foi uma transmissão televisiva, produzida pela British Academy of Film and Television Arts (BAFTA), realizada em 10 de fevereiro de 2019 no Royal Albert Hall, em Londres, para celebrar as melhores contribuições, britânicas e internacionais, à industria do cinema no ano de 2018. Os indicados foram anunciados em 9 de janeiro de 2019.

## Vencedores e indicados
Os indicados foram anunciados em 9 de janeiro de 2019 e os vencedores, em 10 de fevereiro. Em 6 de fevereiro, a organização do BAFTA suspendeu a nomeação de Bryan Singer, diretor de Bohemian Rhapsody, devido às acusações de assédio sexual.
| Melhor Filme Roma – Alfonso Cuarón, Gabriela Rodriguez - BlacKkKlansman – Jason Blum, Spike Lee, Raymond Mansfield, Sean McKittrick, Jordan Peele - The Favourite – Ceci Dempsey, Ed Guiney, Yorgos Lanthimos, Lee Magiday - Green Book – Jim Burke, Brian Currie, Peter Farrelly, Nick Vallelonga, Charles B. Wessler - A Star Is Born – Bradley Cooper, Bill Gerber, Lynette Howell Taylor                                                                            | Melhor Diretor Alfonso Cuarón – Roma - Bradley Cooper – A Star Is Born - Yorgos Lanthimos – The Favourite - Spike Lee – BlacKkKlansman - Paweł Pawlikowski – Zimna wojna (Cold War) |
| Melhor Ator Rami Malek – Bohemian Rhapsody como Freddie Mercury - Christian Bale – Vice como Dick Cheney - Steve Coogan – Stan & Ollie como Stan Laurel - Bradley Cooper – A Star Is Born como Jackson "Jack" Maine - Viggo Mortensen – Green Book como Frank "Tony Lip" Vallelonga | Melhor Atriz Olivia Colman – The Favourite como Rainha Anne - Glenn Close – The Wife como Joan Castleman - Lady Gaga – A Star Is Born como Ally Campana - Melissa McCarthy – Can You Ever Forgive Me? como Lee Israel - Viola Davis – Widows como Veronica Rawlings |
| Melhor Ator Coadjuvante Mahershala Ali – Green Book como "Doc" Don Shirley - Timothée Chalamet – Beautiful Boy como Nicholas "Nic" Sheff - Adam Driver – BlacKkKlansman como Detective PHilip "Flip" Zimmerman - Richard E. Grant – Can You Ever Forgive Me? como Jack Hock - Sam Rockwell – Vice como George W. Bush | Melhor Atriz Coadjuvante Rachel Weisz – The Favourite como Sarah Churchill, Duquesa de Marlborough - Amy Adams – Vice como Lynne Cheney - Claire Foy – First Man como Janet Shearon Armstrong - Margot Robbie – Mary Queen of Scots como Rainha Elizabeth I - Emma Stone – The Favourite como Abigail Hill |
| Melhor Roteiro Original Deborah Davis e Tony McNamara – The Favourite - Janusz Głowacki, Paweł Pawlikowski – Zimna wojna (Cold War) - Brian Currie, Peter Farrelly e Nick Vallelonga – Green Book - Alfonso Cuarón – Roma - Adam McKay – Vice | Melhor Roteiro Adaptado Spike Lee, David Rabinowitz, Charlie Wachtel, Kevin Willmott – BlacKkKlansman - Nicole Holofcener, Jeff Whitty – Can You Ever Forgive Me? - Josh Singer – First Man - Barry Jenkins – If Beale Street Could Talk - Bradley Cooper, Will Fetters, Eric Roth – A Star Is Born |
| Melhor Cinematografia Roma – Alfonso Cuarón - Bohemian Rhapsody – Newton Thomas Sigel - Zimna wojna (Cold War) – Łukasz Żal - The Favourite – Robbie Ryan - First Man – Linus Sandgren | Melhor Estreia Britânica Michael Pearce – Beast - Daniel Kokotajilo – Apostasy - Chris Kelly – A Cambodian Spring - Leanne Welham – Pili - Richard Billingham – Ray & Liz |
| Melhor Filme Britânico The Favourite – Yorgos Lanthimos, Ceci Dempsey, Ed Guiney, Lee Magiday, Deborah Davis, Tony McNamara - Beast – Michael Pearce, Kristian Brodie, Lauren Dark, Ivana MacKinnon - Bohemian Rhapsody – Graham King, Anthony McCarten - McQueen – Ian Bonhôte, Peter Ettedgui, Andree Ryder, Nick Taussig - Stan & Ollie – Jon S. Baird, Faye War, Jeff Pope - You Were Never Really Here – Lynne Ramsay, Rosa Attab, Pascal Caucheteux, James Wilson | Melhor Documentário Free Solo – Elizabeth Chai Vasarhelyi, Jimmy Chin - McQueen – Ian Bonhôte, Peter Ettedgui - RBG – Julie Cohen, Betsy West - They Shall Not Grow Old – Peter Jackson - Three Identical Strangers – Tim Wardle, Grace Hughes-Hallett, Becky Read |
| Melhor Trilha Sonora A Star Is Born – Bradley Cooper, Lady Gaga, Lukas Nelson - BlacKkKlansman – Terence Blanchard - If Beale Street Could Talk – Nicholas Britell - Isle of Dogs – Alexandre Desplat - Mary Poppins Returns – Marc Shaiman | Melhor Som Bohemian Rhapsody – John Casali, Tim Cavagin, Nina Hartstone, Paul Massey, John Warhurst - First Man – Mary H. Ellis, Mildred Iatrou Morgan, Ai-Ling Lee, Frank A. Montaño, Jon Taylor - Mission: Impossible – Fallout – Gilbert Lake, James H. Mather, Chris Munro, Mike Prestwood Smith - A Quiet Place – Erik Aadahl, Michael Barosky, Brandon Proctor, Ethan Van der Ryn - A Star Is Born – Steve A. Morrow, Alan Robert Murray, Jason Ruder, Tom Ozanich, Dean A. Zupancic |
| Melhor Design de Produção The Favourite – Fiona Crombie, Alice Felton - Fantastic Beasts: The Crimes of Grindelwald – Stuart Craig, Anna Pinnock - First Man – Nathan Crowley, Kathy Lucas - Mary Poppins Returns – John Myhre, Gordon Sim - Roma – Eugenio Caballero, Bárbara Enríquez | Melhores Efeitos Visuais Black Panther – Geoffrey Baumann, Jesse James Chisholm, Craig Hammeck, Dan Sudick - Avengers: Infinity War – Dan DeLeeuw, Russell Earl, Kelly Port, Dan Sudick - Fantastic Beasts: The Crimes of Grindelwald – Tim Burke, Andy Kind, Christian Manz, David Watkins - First Man – Ian Hunter, Paul Lambert, Tristan Myles, J.D. Schwalm - Ready Player One – Matthew E. Butler, Grady Cofer, Roger Guyett, Dave Shirk                                              |
| Melhor Figurino The Favourite – Sandy Powell - The Ballad of Buster Scruggs – Mary Zophres - Bohemian Rhapsody – Julian Day - Mary Poppins Returns – Sandy Powell - Mary Queen of Scots – Alexandra Byrne | Melhor Maquiagem e Caracterização The Favourite – Nadia Stacey - Bohemian Rhapsody – Mark Coulier, Jan Sewell - Mary Queen of Scots – Jeremy Shircore - Stan & Ollie – Mark Coulier, Jeremy Woodhead - Vice – Kate Biscoe, Greg Cannom, Patricia Dehaney, Chris Gallaher |
| Melhor Edição Vice – Hank Corwin - Bohemian Rhapsody – John Ottman - The Favourite – Yorgos Mavropsaridis - First Man – Tom Cross - Roma – Alfonso Cuarón, Adam Gough | Melhor Filme Estrangeiro Roma – Alfonso Cuarón, Gabriela Rodriguez - Capernaum – Nadine Labaki, Khaled Mouzanar - Zimna wojna (Cold War) – Paweł Pawlikowski, Tanya Seghatchian, Ewa Puszczyńska - Dogman – Matteo Garrone - Manbiki Kazoku (Shoplifters) – Hirokazu Kore-eda, Kaoru Matsuzaki |
| Melhor Filme Animado Spider-Man: Into the Spider-Verse – Bob Persichetti, Peter Ramsey, Rodney Rothman, Phil Lord - Incredibles 2 – Brad Bird, John Walker - Isle of Dogs – Wes Anderson, Jeremy Dawson | Melhor Curta-Metragem em Animação Roughhouse – Jonathan Hodgson, Richard Van Den Boom - I'm OK – Elizabeth Hobbs, Abigail Addison, Jelena Popović - Marfa – Gary McLeod, Myles McLeod |
| Melhor Curta-Metragem 73 Cows – Alex Lockwood - Bachelor, 38 – Angela Clarke - The Blue Door – Ben Clark, Megan Pugh, Paul Taylor - The Field – Sandhya Suri, Balthazar de Ganay - Wale – Barnaby Blackburn, Sophie Alexander, Catherine Slater, Edward Speelers | Melhor Ator/Atriz em Ascensão Letitia Wright - Jessie Buckley - Cynthia Erivo - Barry Keoghan - Lakeith Stanfield |

### Filmes com múltiplas nomeações
| Nomeações | Filmes                                      |
| --------- | ------------------------------------------- |
| 12        | The Favourite                               |
| 7         | A Star Is Born                              |
| 7         | Bohemian Rhapsody                           |
| 7         | First Man                                   |
| 7         | Roma                                        |
| 6         | Vice                                        |
| 5         | BlacKkKlansman                              |
| 4         | Zimna wojna (Cold War)                      |
| 4         | Green Book                                  |
| 3         | Can You Ever Forgive Me?                    |
| 3         | Mary Poppins Returns                        |
| 3         | Mary Queen of Scots                         |
| 3         | Stan & Ollie                                |
| 2         | Beast                                       |
| 2         | Fantastic Beasts: The Crimes of Grindelwald |
| 2         | If Beale Street Could Talk                  |
| 2         | Isle of Dogs                                |
| 2         | McQueen                                     |

### Filmes com múltiplos prêmios
| Prêmios | Filmes            |
| ------- | ----------------- |
| 7       | The Favourite     |
| 4       | Roma              |
| 2       | Bohemian Rhapsody |